# Lumière du meilleur scénario

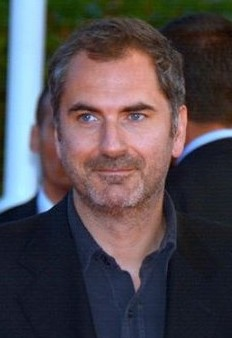
Xavier Giannoli au festival de Deauville en 2013

L' Académie des Lumières, composée de plus de 200 journalistes de la presse internationale, récompense chaque année depuis 1996 les meilleurs films français ou francophones.
Le Lumière du meilleur scénario est remis chaque année au(x) scénariste(s) d’un film français sorti en France l’année précédente, lors de la « Cérémonie des Lumières de la presse internationale ».

## Palmarès
| Année de la cérémonie | Scénaristes primés                                   | Film                                                          |
| --------------------- | ---------------------------------------------------- | ------------------------------------------------------------- |
| 1996                  | Josiane Balasko et Patrick Aubrée                    | Gazon maudit de Josiane Balasko                               |
| 1997                  | Agnès Jaoui, Jean-Pierre Bacri et Cédric Klapisch    | Un air de famille de Cédric Klapisch,                         |
| 1998                  | Manuel Poirier et Jean-François Goyet                | Western de Manuel Poirier                                     |
| 1999                  | Francis Veber                                        | Le Dîner de cons de Francis Veber                             |
| 2000                  | Danièle Thompson et Christopher Thompson             | La Bûche de Danièle Thompson                                  |
| 2001                  | Agnès Jaoui et Jean-Pierre Bacri                     | Le Goût des autres de Agnès Jaoui                             |
| 2002                  | Jean-Pierre Jeunet et Guillaume Laurant              | Le Fabuleux Destin d'Amélie Poulain de Jean-Pierre Jeunet     |
| 2003                  | Cédric Klapisch                                      | L’Auberge espagnole de Cédric Klapisch                        |
| 2004                  | Julie Bertuccelli et Bernard Rennucci                | Depuis qu’Otar est parti... de Julie Bertuccelli              |
| 2005                  | Abdel Kechiche                                       | L’Esquive de Abdel Kechiche                                   |
| 2006                  | Michael Haneke                                       | Caché de Michael Haneke                                       |
| 2007                  | Rachid Bouchareb et Olivier Lorelle                  | Indigènes de Rachid Bouchareb                                 |
| 2008                  | Alfred Lot                                           | La Chambre des morts de Alfred Lot                            |
| 2009                  | Samuel Benchetrit                                    | J'ai toujours rêvé d'être un gangster de Samuel Benchetrit    |
| 2010                  | Mia Hansen-Løve                                      | Le Père de mes enfants de Mia Hansen-Løve                     |
| 2011                  | Roman Polanski et Robert Harris                      | The Ghost Writer de Roman Polanski                            |
| 2012                  | Jean-Louis Milesi et Robert Guédiguian               | Les Neiges du Kilimandjaro de Robert Guédiguian               |
| 2013                  | Jacques Audiard et Thomas Bidegain                   | De rouille et d'os de Jacques Audiard                         |
| 2014                  | Roman Polanski et David Ives                         | La Vénus à la fourrure de Roman Polanski                      |
| 2015                  | Philippe de Chauveron et Guy Laurent                 | Qu'est-ce qu'on a fait au Bon Dieu ? de Philippe de Chauveron |
| 2016                  | Philippe Faucon                                      | Fatima de Philippe Faucon                                     |
| 2017                  | Céline Sciamma                                       | Ma vie de Courgette de Claude Barras                          |
| 2018                  | Robin Campillo et Philippe Mangeot                   | 120 battements par minute                                     |
| 2019                  | Pierre Salvadori, Benoît Graffin et Benjamin Charbit | En liberté !                                                  |
| 2020                  | Ladj Ly, Giordano Gederlini et Alexis Manenti        | Les Misérables de Ladj Ly                                     |
| 2021                  | Stéphane Demoustier                                  | La Fille au bracelet de Stéphane Demoustier                   |